# McCaig's Tower

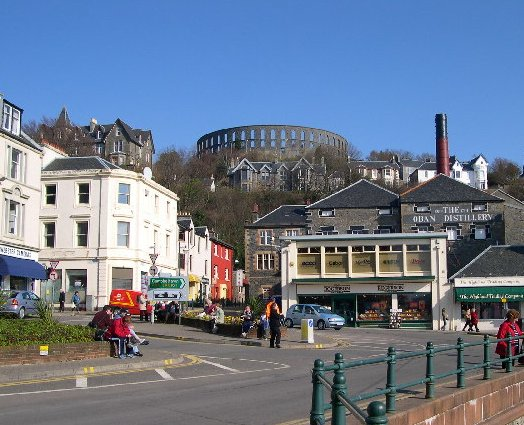
McCaig's Tower.

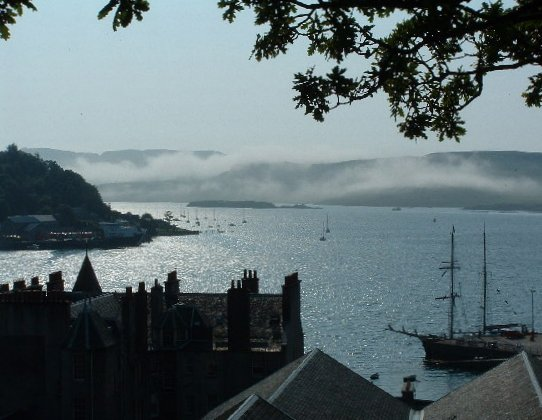
Vue depuis la tour sur la baie d'Oban en regardant vers Kerrera.

La McCaig's Tower (Tour de McCaig) est un bâtiment établi sur une colline dominant la ville d'Oban en Écosse.
Il s'agit d'une fabrique bâtie par le riche banquier philanthrope John Stuart McCaig, entre 1895 et sa mort en 1902. L'intention de McCaig était de donner à sa famille un monument durable et de fournir du travail aux maçons locaux pendant les mois d'hiver. McCaig était un admirateur de l'architecture romaine et grecque, et établit des plans pour une structure complexe, inspirés du Colisée de Rome. Ses plans incluaient un musée et une galerie d'art, mais sa mort a entraîné l'arrêt des travaux, seuls les murs extérieurs ayant été construits.
La coquille vide de la tour domine donc désormais Oban, et constitue un jardin public doté d'une vue sur les îles de Kerrera, Lismore et Mull. Une table d'orientation et des bancs sont installés au pied du monument.